# Пушкіно (Куртамиський округ)
Пу́шкіно (рос. Пушкино) — село у складі Куртамиського округу Курганської області, Росія.
Населення — 691 особа (2010, 823 у 2002).
Національний склад станом на 2002 рік:
- росіяни — 95 %